# 우와베 야스아키
우와베 야스아키(일본어: 上部 康明, 1964년 - 2012년은 일본의 살인자이다. 우와베가 일으킨 사건을 일본에서는 시모노세키 도리마 사건(下関通り魔事件, ja)이라 부르고 있다.

## 인물
우와베는 시모노세키 교외에서 양쪽 모두 교사인 아버지 마사카즈(正和)와 어머니 게이코(敬子) 사이에서 태어났다. 고등학교까지는 우수한 성적을 보였으나, 대입에 실패하고 재수하여 규슈 대학 공학부에 입학했다. 우와베는 강한 대인공포증을 가지고 있었으며 이를 자각하고 있었다.
대학교 졸업 후, 우와베는 1989년에 후쿠오카에 있는 작은 건축사무소에 취직했다가 1991년에 퇴직하고 1급건축사의 자격을 취득, 다른 건축사무소에 취직하지만 대인공포증으로 퇴직하기에 이른다.
우와베는 1993년에 결혼을 하고 스스로의 건축사무소를 개업했으나, 역시 대인공포증에서 온 영업 실패로 1997년에 폐업하고, 대출을 받아 트럭을 구입하여 대인관계가 그다지 중요하지 않은 택배업을 시작했다. 택배업은 비교적 순조롭게 되어갔지만, 1999년 6월에는 이혼을 당했고, 9월 24일에는 태풍으로 인해 트럭이 물에 잠겨 폐차할 수밖에 없게 되어 대출 빚만이 남게 되었다.
우와베는 신혼여행 때 다녀온 뉴질랜드에서 새 생활을 시작할 생각을 하고 있었지만 이혼, 생계수단(트럭)의 상실 등으로 비용 조달이 어려워져 1999년 9월 27일 부모에게 자금 지원과 대출금을 대신 갚아줄 것을 요청하나 거절당한다.

## 살인 사건
9월 29일 새벽에 우와베는 아버지에게 침수된 차의 폐차를 대신해 줄 것을 부탁하나 거절당하고, 이는 범행의 직접적인 동기가 되었다.
같은 날 16시 25분 경, 우와베는 시모노세키역 근처의 렌터카 업체에서 차를 빌려 시모노세키 역 내부로 차를 몰고 돌진했다. 우와베는 7명을 자동차로 치고(2명이 현장에서 사망) 나서 차에서 내려 개찰구를 거쳐 승강장으로 가며 닥치는 대로 사람을 찔러 8명이 찔렸다(2명이 현장에서, 1명이 나중에 사망).
우와베는 승강장에서 역 직원들에게 제압되어 야마구치 현 철도경찰대에 살인미수의 현행범으로 체포되었다. 이 사건으로 에토 가즈유키(衛藤和行), 마쓰오 미즈요(松尾瑞代), 다카하시 미에(高橋美恵), 다카하시 하루에(高橋治恵)등 4명이 현장에서, 그 외 1명이 나중에 사망하여 도합 5명이 사망하고 10명이 부상했다.

## 형사재판과 처벌
1999년 12월 22일부터 야마구치 지방법원 시모노세키 지원에서 열린 1심 공판에서 우와베는 혐의를 대체적으로 인정했고, 변호인은 심신미약 상태를 주장했다. 법원은 변호인측의 주장을 받아들여 7차 공판에 이르러 후쿠시마 아키라(福島章, ja) 조치 대학 명예교수에게 의뢰하여 정신감정을 실시한 바, 피해망상증이 의심된다는 결과가 나왔다.
한편 이듬해인 2000년 1월 19일의 2차 공판에서 우와베는 방청석을 향해 고개를 숙이고 사죄를 했다. 3월 8일의 네 번째 공판에서 우와베는 자신의 범행보다 약 3주 전에 일어난 조타 히로시의 범행, 통칭 이케부쿠로 도리마 사건을 보고 '칼만 가지고는 많은 사람을 살상할 수 없다'는 생각으로 차로 돌진하기에 이르렀다고 진술했다., 이어 3월 29일의 다섯 번째 공판에서 우와베는 '신의 지시로 범행을 한 것 같다'는 진술을 했다.
2001년 6월 27일, 14차 공판이 열렸고 변호인측과 검찰측 모두가 재차 정신감정을 요청했다. 이 두 번째 정신감정을 맡은 호사키 히데오(保崎秀夫) 게이오 대학 명예교수는 심신미약을 부정했다. 이에 대해 변호인측은 범행 당시에는 정신병에 의한 심신상실 또는 심신미약 상태를 주장하며 감형을 주장했으나, 재판부는 책임능력이 있음을 인정, 2002년 9월 20일의 선고공판에서 사형을 판결한다. 5일 뒤에 우와베는 히로시마 고등법원에 항소한다.
2003년 7월 18일 히로시마 고등법원에서 시작된 2심 재판의 첫 공판에서 변호인측은 무죄를 주장하며 새로운 정신감정을 요구한다. 이듬해인 2004년 1월 5일 열린 2차 공판에서 정신감정인으로 선정된 나카무라 사다오(仲村禎夫) 와세다 대학 교수는 2005년 1월 13일의 다섯 번째 공판에서 우와베가 피해망상증의 영향을 받고 있으나 그 정도는 경미하다고 감정결과를 제출했고, 이 결과가 재판부에 의해 증거로 채택되었다. 최종적으로 6월 28일, 히로시마 고등법원은 우와베의 항소를 기각하고 사형을 확정한 1심 판결을 확정지었다.,
2008년 6월 13일 대법원에서 열린 상고심 공판에서 변호인측은 우와베가 사회로부터 박해받고 있다는 망상에 지배된 상태에서 범행을 저질러 자기제어능력이 없었다고 주장하며 사형판결의 파기를 요구했고, 검찰측은 생활이 궁지에 몰려 자포자기 상태에서 저지른 범행으로 죄질이 매우 나쁘며, 따라서 사형 판결이 유지되어야 함을 주장했다. 이어 7월 11일, 대법원은 우와베의 상고를 기각했고, 이에 대해 우와베는 대해 이의를 제기했으나, 8월 27일 기각당하여 최종적으로 사형이 확정되었다. 결국 2012년 3월 29일사형집행되었다.

## 피해자와 유족에 의한 민사재판
2000년 5월 11일, 피해자 및 유족들은 우와베와 부모를 상대로 손해배상과 사과를 요구하는 조정신청을 시모노세키 간이재판소에 제출했으나, 우와베의 부모측에게 사과의 의사가 없어 조정은 결렬되었다.
이에 사건으로부터 2년 뒤인 2001년 9월 29일, 피해자 및 유족 4명(이하, 제1진)은 JR서일본과 우와베, 그리고 우와베의 부모를 상대로 총액 1억 8500만엔의 손해배상 청구소송을 야마구치 지방법원 시모노세키 지원에 제기했고, 아듬해인 2002년 9월 26일에 또다른 피해자 5명(이하, 제2진)이 제1진과 동일한 피고를 상대로 총액 1700만엔의 손해배상 청구소송을 제기했다. 10월 29일의 변론에서 JR서일본은 '역은 공공시설로, 모든 위험을 예상하여 막아내는 것은 불가능하다'는 답변을 제출하였고, 우와베와 우와베의 부모는 청구의 기각을 요구했고, 재판부는 제1진의 건과 제2진의 건을 병합하기로 정한다.
2004년 11월 1일에 재판부는 우와베에게 약 1억6200만엔의 배상을 명했고, JR서일본과 우와베의 부모에 대한 손해배상 청구는 기각했다. 이에 대해 원고들은 우와베에게 지불 능력이 없는 만큼, JR서일본과 우와베의 부모에게도 연대 책임이 있음을 주장하며 항소했다.
2006년 3월 13일, 히로시마 고등법원은 JR과 우와베의 부모에게 특별히 큰 과실이 있다고 보기 어려움을 근거로 우와베에게만 배상 책임을 지운 1심판결을 확정짓는 대신, 우와베의 손해배상 책임액을 1000만엔 늘어난 약 1억7200만엔으로 높였다.

## 같이 보기
- 오토모 세이지 - 범행 수법이 거의 동일함
- 아키하바라 살인 사건 - 전체적인 범행의 수법이 비슷함

## 관련 서적
- 무차별 살인의 정신 분석, 가타다 다마미, 신초사, 2009